# Villarreal Club de Fútbol
Il Villarreal Club de Fútbol, noto più semplicemente come Villarreal, è un club calcistico spagnolo con sede nel comune castellonense di Vila-real; dal 2013 milita in Primera División, la massima serie del calcio spagnolo.
Fondato il 10 marzo 1923 con il nome di Club Deportivo Villarreal, nel 1945 si fuse con il Club Atlético Foghetecazil, dando così origine al club attuale. La squadra gioca le proprie partite casalinghe all'Estadio de la Cerámica e veste con maglie di colore giallo, motivo per il quale è conosciuta con il soprannome di Submarino Amarillo.
Dopo aver esordito in Primera División nel 1998, in pochi anni il club si è ritagliato un ruolo di rilievo in ambito nazionale ed internazionale, vincendo due Coppe Intertoto consecutive (2003 e 2004) e un'Europa League (2020-2021); insieme a Parma, Real Saragozza, Atalanta e West Ham è uno dei cinque club europei capaci di aggiudicarsi una competizione UEFA senza aver mai vinto il proprio campionato nazionale.

## Storia
Il Villarreal Club de Fútbol viene fondato il 10 marzo 1923 "allo scopo di promuovere tutti gli sport, in particolare il calcio", come riporta la lettera di fondazione. Il primo direttivo vide in testa il farmacista José Calduch Almela, presidente, l'impiegato di banca José Martínez Aguilar, segretario, il direttore delle poste Carlos Calatayud Jordá, tesoriere, e i membri Juan Nebot, Alfonso Saera, Manuel Calduch, Pascual Arrufat Catalá, Vicente Cabedo Meseguer e Manuel Amorós Fortuño.
Una delle prime decisioni assunte è quella di affittare lo stadio per 60 pesetas al mese e di stabilire i prezzi dei biglietti. Le prime due partite il Villarreal le disputa il 17 giugno 1923 contro Castellón e Cervantes, due delle maggiori compagini della provincia di Castellón. Quattro mesi più tardi, il 21 ottobre, il Villarreal debutta nel proprio stadio in un'amichevole contro i RED y STAR di Castellón.
Nel 1940 si costituisce una nuova squadra, il Club Atlético Foghetecaz, che anni dopo acquisisce il titolo sportivo dell'inattivo CD Villarreal, e inizia a competere nelle categorie regionali nel 1947. Il primo presidente è Lorenzo Carda Corbató. La divisa è costituita da maglietta gialla e pantaloncini neri (anche se prima di affiliarsi alla federazione la squadra indossava una maglia bianca). Nel 1956 il CD Foghetecaz è promosso per la prima volta in Tercera División, dove rimane per cinque anni di fila sino al 1961, anno della retrocessione in Primera Regional. Torna in Tercera nel 1967 e tre anni dopo vince il campionato, ottenendo la promozione in Segunda División.
L'esordio in Segunda División risale alla stagione 1970-1971, chiusa con la salvezza (sedicesimo posto), prima di una retrocessione l'anno dopo (diciassettesima piazza). Tranne che per il 1976-1977, per le successive 25 annate il club si mantiene sempre nelle categorie nazionali, guadagnando la promozione in Segunda División B, la terza serie spagnola, al termine della stagione 1986-1987. Dopo un rapido transito in Tercera, dove era ricaduta nel 1990-1991, con due promozioni consecutive la squadra ottiene il ritorno in Segunda División.
Per sei anni di fila il Villarreal si piazza in medio-bassa classifica in Segunda División, poi compie il grande salto. Dopo anni di anonimato nelle serie inferiori spagnole, infatti, nella stagione 1997-1998 il club, grazie al successo nello spareggio contro il Compostela (0-0 in casa e 1-1 in trasferta), approda per la prima volta, grazie alla regola dei gol fuori casa, nella Liga. Esordisce nella massima serie il 31 agosto 1998 al Santiago Bernabéu contro il Real Madrid perdendo per 4 a 1.
A fine campionato il Villarreal retrocede ma, dopo solo una stagione di seconda divisione conclusa al terzo posto, torna tra le grandi. Nel 2000-2001 giunge settimo; nelle due stagioni successive ottiene altrettante salvezze (quindicesimo posto), mentre il 2003 vede la conquista del primo titolo europeo, la Coppa Intertoto, grazie al successo contro l'Heerenveen. Ciò consente alla squadra di qualificarsi per la Coppa UEFA 2003-2004, dove arriva sorprendentemente alle semifinali e nello stesso anno riesce a raggiungere l'ottavo posto nella Liga. Nell'estate del 2004 la squadra, guidata dal nuovo tecnico Manuel Pellegrini, centra il secondo successo in Coppa Intertoto e arriva sino ai quarti della Coppa UEFA nel 2004-2005. Nello stesso anno ottiene uno storico terzo posto in campionato, qualificandosi per la Champions League.
Nella stagione 2005-2006 il Villarreal riesce a qualificarsi per le semifinali della UEFA Champions League dopo aver eliminato gli scozzesi dei Rangers negli ottavi (2-2 in Scozia e 1-1 in Spagna) e la favorita Inter nei quarti (sconfitta 1-2 a Milano e vittoria 1-0 in Spagna). In semifinale si arrende all'Arsenal (sconfitta 1-0 a Londra e pareggio 0-0 a Villarreal, con un rigore fallito da Riquelme a tre minuti dalla fine). Nella stagione 2007-2008 ottiene il suo miglior piazzamento nella Liga, il secondo posto, dietro al Real Madrid e davanti al Barcellona, e si qualifica nuovamente per la Champions League, dove nell'annata successiva raggiunge i quarti di finale, sconfitto nuovamente dall'Arsenal.
Il 2008-2009, ultima annata con Pellegrini, si conclude con il quinto posto nella Liga, valido per l'accesso alla UEFA Europa League. Nella stagione 2009-2010 la guida tecnica è affidata a Ernesto Valverde, poi esonerato e sostituito da Juan Carlos Garrido, allenatore del Villarreal B. La squadra chiude il campionato al settimo posto, qualificandosi agli spareggi di Europa League grazie all'esclusione dalle Coppe del Maiorca.
La stagione 2010-2011 è positiva, con il raggiungimento del quarto posto in campionato e della conseguente qualificazione alla UEFA Champions League, mentre in Europa League il club raggiunge la semifinale, dove è eliminato dal Porto, futuro vincitore della competizione.
Nella stagione seguente il Villarreal supera il preliminare di Champions League sconfiggendo i danesi dell'Odense, ma ai gironi è ultimo con zero punti a causa delle sei sconfitte subite contro Napoli, Bayern Monaco e Manchester City. In campionato, anche a causa di vari infortuni (tra cui quello occorso a Giuseppe Rossi), la squadra non riesce a esprimersi al meglio, tanto da ritrovarsi a combattere la lotta per la salvezza. Dopo l'eliminazione dalla Coppa del Re subita per mano del Mirandés (squadra di terza divisione), Garrido è esonerato e sostituito da José Francisco Molina, ma anche quest'ultimo è sollevato dall'incarico il 19 marzo 2012 ed è rimpiazzato da Miguel Ángel Lotina dopo aver perso fuori casa per 1-0 il derby con il Levante.
Il 13 maggio 2012, dopo la sconfitta casalinga con l'Atlético Madrid (0-1) e la contemporanea vittoria del Rayo Vallecano sul Granada (oltre a quella del Real Saragozza sul Getafe), il Villarreal retrocede nella seconda serie spagnola. Il 6 giugno il neo-allenatore del Villarreal, Manolo Preciado, per sei anni in panchina dello Sporting Gijón, muore a causa di un infarto.
La stagione 2012-2013, la prima in Segunda dopo dodici anni, non inizia secondo le migliori aspettative e il Villarreal si colloca a metà classifica, con un distacco intorno ai 10 punti dalla prima. Nel gennaio 2013 alla guida tecnica è chiamato Marcelino, che nella seconda metà della stagione guida alla rimonta i gialli. Il Villarreal, a una giornata dal termine del torneo, si trova al secondo posto a giocarsi la promozione in casa nello scontro diretto con l'Almería. Vincendo per 1-0, torna nella Liga dopo un anno di assenza.
Nella stagione 2013-2014 il Villarreal riesce, da neopromossa, a riconfermarsi tra le grandi di Spagna, ottenendo il sesto posto in campionato e la qualificazione in Europa League. Fondamentali per questo traguardo sono Giovani dos Santos con 11 gol e 8 assist e il nigeriano Ikechukwu Uche con ben 14 gol. Nel 2014-2015 il Villarreal si conferma sesta forza del campionato e si qualifica per l'Europa League dell'anno seguente. Il cammino in Europa League si interrompe agli ottavi di finale contro i connazionali del Siviglia.
Nel 2015-2016 la squadra parte con il piede giusto e conduce la classifica della massima divisione spagnola dopo la sesta e la settima giornata, prima di scivolare al quinto posto all'ottava giornata. Termina il campionato con un ottimo quarto posto, qualificandosi nuovamente per la Champions League, anche se dagli spareggi. In Europa League il Villarreal raggiunge per la terza volta nella propria storia la semifinale, dove è eliminata dal Liverpool dopo aver perso per 3-0 ad Anfield, malgrado la vittoria per 1-0 ottenuta all'andata.
La stagione 2016-2017 inizia con la nomina del nuovo tecnico Fran Escribá, con cui la squadra si piazza quinta in campionato, ottenendo la qualificazione diretta all'Europa League. L'8 gennaio 2017, prima della partita di campionato contro il Barcellona, viene reso noto il nuovo nome dello stadio del Villarreal, che diviene Estadio de la Cerámica. Nel 2017-2018 i gialli subiscono tre sconfitte nelle prime sei giornate, risultato che causa l'esonero del tecnico Escribá, sostituito il 25 dicembre 2017 con l'allenatore della squadra b Javi Calleja. Con quattro vittorie e un pareggio nelle prime cinque giornate in carica, il tecnico è protagonista del migliore inizio in Primera División per un allenatore del Villarreal. La squadra si conferma quinta in campionato, ottenendo una nuova qualificazione europea. A causa di un difficile inizio della stagione 2018-2019, con soli 14 punti nelle prime 15 giornate e il diciassettesimo posto in classifica, il 10 dicembre 2018 Calleja è esonerato e rimpiazzato da Luis García Plaza. Anche questi è, tuttavia, esonerato dopo un solo mese in carica senza ottenere vittorie e sostituito, il 29 gennaio, dal rientrante Calleja. Malgrado i problemi in campionato, in Europa League la squadra è autrice di un ottimo percorso: vinto il proprio girone, elimina Sporting Lisbona ai sedicesimi di finale e Zenit San Pietroburgo agli ottavi, prima di cadere ai quarti di finale contro i conterranei del Valencia. In campionato la squadra chiude al quattordicesimo posto, dopo aver a lungo stazionato nella zona retrocessione. È il peggior piazzamento dalla risalita in massima serie nel 2013. Decisamente migliore è la stagione 2019-2020, nella quale il Villarreal chiude il campionato in quinta posizione, qualificandosi per l'Europa League.
La stagione 2020-2021, sotto la guida di Unai Emery, vede il Villarreal qualificarsi per la prima volta per una finale di una competizione europea, quella di Europa League 2020-2021. Il 26 maggio 2021, a Danzica, dopo l'1-1 dei tempi supplementari, la squadra spagnola prevale ai rigori contro il Manchester Utd, aggiudicandosi il trofeo. L'annata 2021-2022 inizia con la sconfitta per 7-6 ai tiri di rigore contro il Chelsea nella gara di Supercoppa europea, terminata 1-1 dopo i tempi supplementari, e vede il Villarreal raggiungere nuovamente, dopo sedici anni, le semifinali di UEFA Champions League, dove i gialli vengono eliminati dal Liverpool. La stagione 2023-2024 invece è particolarmente negativa per il Villareal, perché, oltre all'eliminazione agli ottavi di finale di Europa League contro l'Olympique Marsiglia, in campionato termina ottavo, mancando la qualificazione alle coppe europee per la prima volta dopo cinque anni. Tuttavia, l'anno seguente si riscatta con un quinto posto che, in virtù del coefficiente UEFA, vale la qualificazione al girone della Champions League: non si qualificava direttamente alla coppa dalle grandi orecchie da 17 anni.

## Strutture

### Stadio
L'impianto di casa del Villarreal Club de Fútbol è lo stadio della Ceramica, noto come Madrigal fino al gennaio 2017. Situato in piazza del Labrador a Vila-real, ha una capienza di 23 500 spettatori ed è di proprietà comunale.
Inizialmente chiamato Campo del Villarreal, fu inaugurato il 17 giugno 1923 con l'incontro tra Castellón e Cervantes, le due squadre del capoluogo della provincia di Castellón. Due anni dopo la sua creazione fu rinominato El Madrigal, in onore delle terre rurali sul quale l'impianto fu edificato. L'8 gennaio 2017, prima della partita di campionato contro il Barcellona (terminata 1-1), lo stadio ha cambiato nome in Estadio de la Cerámica. Il nuovo nome è stato reso noto poco prima dell'incontro.

### Allenamento

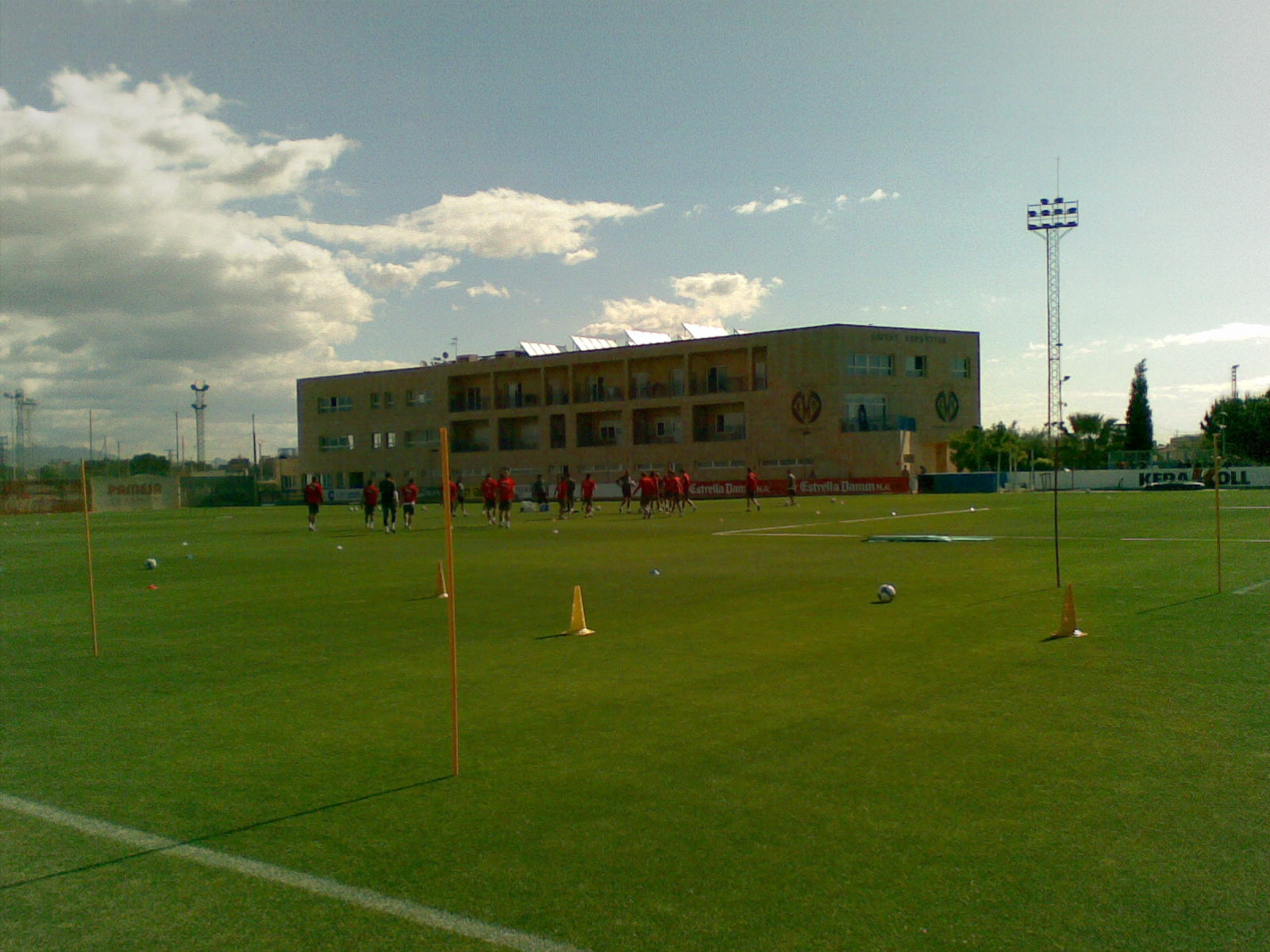
La Ciudad Deportiva del Villarreal Club de Fútbol.

La Ciudad Deportiva del Villarreal Club de Fútbol, sede degli allenamenti del Villarreal, è un complesso sportivo che dal 2002 ospita la prima squadra e le squadre giovanili del club. Dotato di nove campi di calcio, alcuni dei quali in erba sintetica, con un'estensione complessiva di 70.000 metri quadrati, comprende una moderna residenza per i giovani del vivaio. Nel centro sportivo si svolgono ogni anno vari tornei, a carattere cittadino, provinciale, universitario e scolastico.
Il settore giovanile del Villarreal ha prodotto talenti spesso ascesi con successo alla prima squadra. Con l'ingaggio, nel settembre 2017, del tecnico Javi Calleja, hanno esordito in prima squadra numerosi calciatori del vivaio ed è stato battuto il record di calciatore proveniente dalla cantera con più gol realizzati, stabilito da Juan Carlos Garrido nella stagione 2010-2011.

## Allenatori
- Josep Seguer (1978-1980)
- José Manuel Pesudo (1985-1986)
- Julio Raúl (1990-1991)
- López Sanjuán (1990-1992)
- Carlos Simón Server (1991-1992)
- Fidel Uriarte (1995)
- David Vidal (1995-1996)
- Javier Subirats (1996-1997)
- José Antonio Irulegui (1996-1999)
- Joaquín Caparrós (1º luglio 1999-4 ottobre 1999)
- Paquito (1999-2000)
- Víctor Muñoz (1º luglio 2000-2003)
- Benito Floro (1º luglio 2003- 24 febbraio 2004)
- Manuel Pellegrini (7 luglio 2004-30 giugno 2009)
- Ernesto Valverde (1º luglio 2009-31 gennaio 2010)
- Juan Carlos Garrido (31 gennaio 2010-21 dicembre 2011)
- José Francisco Molina (22 dicembre 2011-18 marzo 2012)
- Miguel Ángel Lotina (19 marzo 2012-30 giugno 2012)
- Julio Velázquez (1º luglio 2012-13 gennaio 2013)
- Marcelino (14 gennaio 2013-10 agosto 2016)
- Fran Escribá (11 agosto 2016-25 settembre 2017)
- Javier Calleja (25 settembre 2017-10 dicembre 2018)
- Luis García Plaza (10 dicembre 2018-29 gennaio 2019)
- Javier Calleja (29 gennaio 2019-20 luglio 2020)
- Unai Emery (23 luglio 2020-24 ottobre 2022)
- Quique Setién (25 ottobre 2022-5 settembre 2023)
- Miguel Ángel Tena (5 settembre 2023-9 settembre) (ad interim)
- Pacheta (9 settembre 2023-11 novembre 2023)
- Miguel Ángel Tena (11 novembre 2023-13 novembre 2023) (ad interim)
- Marcelino (13 novembre 2023-in corso)

## Calciatori

### Vincitori di titoli
Campioni del mondo
- Joan Capdevila (Sudafrica 2010)
- Juan Foyth (Qatar 2022)
- Gerónimo Rulli (Qatar 2022)

Campioni d'Europa
- Joan Capdevila (Austria-Svizzera 2008)
- Álex Baena (Germania 2024)

Campioni d'Africa
- Boulaye Dia (Camerun 2021)

Nations League
- Yéremi Pino (2023)

### Premi individuali
- Trofeo Pichichi: 1

Diego Forlán (2004-2005)
- Scarpa d'oro: 1

Diego Forlán (2004-2005)

## Palmarès

### Competizioni nazionali
- Tercera División: 1

1969-1970

### Competizioni regionali
- División Regionales: 1

1955-1956
- Segunda División Regionales: 1

1949-1950

### Competizioni internazionali
- UEFA Europa League: 1

2020-2021
- Coppa Intertoto UEFA: 2

2003, 2004 (record condiviso con Stoccarda, Schalke 04 e Amburgo)

### Competizioni giovanili
- Torneo Internazionale Calcio Giovanile Città di Abano Terme: 1

2008
- División de Honor Juvenil de Fútbol: 1

2014-2015
- Copa del Rey Juvenil de Fútbol: 1

2018-2019

## Partecipazioni

### Campionati nazionali
| Livello | Categoria          | Partecipazioni | Prima stagione | Ultima stagione | Totale |
| ------- | ------------------ | -------------- | -------------- | --------------- | ------ |
| 1º      | Primera División   | 26             | 1998-1999      | 2025-2026       | 26     |
| 2º      | Segunda División   | 8              | 1992-1993      | 2012-2013       | 8      |
| 3º      | Segunda División B | 4              | 1987-1988      | 1991-1992       | 4      |
| 4º      | Tercera División   | 1              | 1990-1991      | 1990-1991       | 1      |

### Tornei internazionali
| Categoria                     | Partecipazioni | Debutto   | Ultima stagione |
| ----------------------------- | -------------- | --------- | --------------- |
| UEFA Champions League         | 6              | 2005-2006 | 2025-2026       |
| Coppa UEFA/UEFA Europa League | 12             | 2003-2004 | 2023-2024       |
| UEFA Europa Conference League | 1              | 2022-2023 | 2022-2023       |
| Supercoppa UEFA               | 1              | 2021      | 2021            |
| Coppa Intertoto UEFA          | 4              | 2002      | 2006            |

Competizioni UEFA
| Competizione                  | Partecipazioni | G   | V  | N  | P  | RF  | RS  |
| ----------------------------- | -------------- | --- | -- | -- | -- | --- | --- |
| UEFA Champions League         | 5              | 46  | 14 | 15 | 17 | 51  | 56  |
| Coppa UEFA/UEFA Europa League | 11             | 126 | 72 | 30 | 24 | 225 | 125 |
| Supercoppa UEFA               | 1              | 1   | 0  | 1  | 0  | 1   | 1   |
| Coppa Intertoto UEFA          | 4              | 24  | 12 | 8  | 4  | 32  | 16  |

## Statistiche

### Individuali
I giocatori in grassetto sono ancora in attività con la maglia del Villareal. Le presenze e reti includono anche le coppe.
Statistiche aggiornate al 20 maggio 2024.
| Record di presenze - 474 Manu Trigueros (2012-2024) - 425 Bruno Soriano (2006-2020) - 423 Mario Gaspar (2010-2022) - 363 Marcos Senna (2002-2013) - 334 Santi Cazorla (2003-2006; 2007-2011; 2018-2020) - 327 Cani (2006-2014) - 267 Jaume Costa (2011-2019; 2020-2021) - 258 Sergio Asenjo (2013-2022) - 253 Gonzalo Rodríguez (2004-2012) - 249 Mateo Musacchio (2010-2017) | Record di reti - 117 Gerard Moreno (2012-2013; 2014-2015; 2018-) - 82 Giuseppe Rossi (2007-2013) - 59 Diego Forlán (2004-2007) - 57 Santi Cazorla (2003-2006; 2007-2011; 2018-2020) - 48 Cédric Bakambu (2015-2018) - 45 Juan Román Riquelme (2003-2007) - 43 Carlos Bacca (2017-2021) - 42 Víctor Manuel Fernández (2000-2004) - 36 Ikechukwu Uche (2011; 2012-2015) - 34 Nilmar (2009-2012) |

### Squadra
A livello internazionale la miglior vittoria è il 6-1 ottenuto contro il NAC Breda nei playoff della UEFA Europa League 2009-2010, mentre la peggior sconfitta il 5-1 subito contro il Porto nella semifinale della UEFA Europa League 2010-2011.

## Organico
Rosa e numerazione aggiornate al 14 agosto 2025.
| N. |                       | Ruolo | Calciatore       |
| -- | --------------------- | ----- | ---------------- |
| 1  | Brasile (bandiera)    | P     | Luiz Junior      |
| 2  | Capo Verde (bandiera) | D     | Logan Costa      |
| 4  | Spagna (bandiera)     | D     | Rafa Marín       |
| 5  | Francia (bandiera)    | D     | Willy Kambwala   |
| 6  | Spagna (bandiera)     | C     | Denis Suárez     |
| 7  | Spagna (bandiera)     | A     | Gerard Moreno    |
| 8  | Argentina (bandiera)  | D     | Juan Foyth       |
| 10 | Spagna (bandiera)     | C     | Dani Parejo      |
| 11 | Spagna (bandiera)     | A     | Ilias Akhomach   |
| 12 | Spagna (bandiera)     | D     | Adrià Altimira   |
| 13 | Spagna (bandiera)     | P     | Diego Conde      |
| 14 | Spagna (bandiera)     | C     | Santi Comesaña   |
| 15 | Uruguay (bandiera)    | D     | Santiago Mouriño |
| 16 | Ghana (bandiera)      | C     | Thomas Partey    |

| N. |                           | Ruolo | Calciatore      |
| -- | ------------------------- | ----- | --------------- |
| 17 | Canada (bandiera)         | C     | Tajon Buchanan  |
| 18 | Senegal (bandiera)        | C     | Pape Gueye      |
| 19 | Costa d'Avorio (bandiera) | A     | Nicolas Pépé    |
| 20 | Spagna (bandiera)         | C     | Alberto Moleiro |
| 21 | Spagna (bandiera)         | A     | Yéremi Pino     |
| 22 | Spagna (bandiera)         | A     | Ayoze Pérez     |
| 23 | Spagna (bandiera)         | D     | Sergi Cardona   |
| 24 | Spagna (bandiera)         | A     | Alfonso Pedraza |
| 26 | Spagna (bandiera)         | D     | Pau Navarro     |
| 27 | Costa d'Avorio (bandiera) | D     | Jean Ives Valou |
| 29 | Camerun (bandiera)        | A     | Etta Eyong      |
| 31 | Spagna (bandiera)         | P     | Rubén Gómez     |
| 33 | Spagna (bandiera)         | A     | Pau Cabanes     |